# Феделешень
Феделешень, Феделешені (рум. Fedeleșeni) — село у повіті Ясси в Румунії. Входить до складу комуни Струнга.
Село розташоване на відстані 306 км на північ від Бухареста, 46 км на захід від Ясс.

## Населення
За даними перепису населення 2002 року у селі проживали 362 особи, усі — румуни. Усі жителі села рідною мовою назвали румунську.